# Oswald Sattler
Oswald Sattler (* 7. Dezember 1957 in Kastelruth, Südtirol) ist ein Südtiroler Musiker und Landwirt.

## Leben und Wirken
Sattler wurde als fünftes von acht Kindern geboren, in seiner Familie wurde viel musiziert. Er war Mitbegründer der Kastelruther Spatzen, wirkte als deren zweiter Sänger und Gitarrist und absolvierte mit dieser Formation zahlreiche Tourneen. Nach fünfzehn Jahren verließ er die Gruppe 1993 und baute nach einer privaten Auszeit eine Solokarriere auf. Zusammen mit der Band Die Bergkameraden gewann er den deutschen Vorentscheid des Grand Prix der Volksmusik 2009 und zog damit in das Finale ein, bei dem sie den 2. Platz belegten.
Mit dezidiert religiösen Liedern („Credo“, „Des Himmels rote Rosen“, „Ave Maria“ und vielen anderen) schlägt Sattler die Brücke von der Volksmusik zu römisch-katholisch geprägter Religiosität, wofür er auf die kirchliche Prägung in seinem Heimatort und die Erfahrung einer Lourdes-Wallfahrt verweist.
Sattler ist verheiratet und hat zwei Kinder. Neben seiner musikalischen Laufbahn ist er außerdem als Landwirt tätig.

## Diskografie

### Alben
| Jahr | Titel                                                  | Höchstplatzierung, Gesamtwochen, AuszeichnungChartplatzierungen (Jahr, Titel, Platzierungen, Wochen, Auszeichnungen, Anmerkungen) | Höchstplatzierung, Gesamtwochen, AuszeichnungChartplatzierungen (Jahr, Titel, Platzierungen, Wochen, Auszeichnungen, Anmerkungen) | Höchstplatzierung, Gesamtwochen, AuszeichnungChartplatzierungen (Jahr, Titel, Platzierungen, Wochen, Auszeichnungen, Anmerkungen) | Anmerkungen |
| Jahr | Titel                                                  | AT | DE | CH | Anmerkungen |
| ---- | ------------------------------------------------------ | --- | --- | --- | ----------- |
| 2000 | Ich zeig’ dir die Berge                                | AT23 Gold · (6 Wo.)AT | — | — |             |
| 2001 | Bolero Montagna                                        | AT32 (9 Wo.)AT | — | — |             |
| 2002 | Ich könnt’ ohne Berge nicht leben – Die großen Erfolge | AT18 (12 Wo.)AT | DE99 (1 Wo.)DE | — |             |
| 2002 | Die weißen Sterne der Berge                            | AT51 (5 Wo.)AT | DE69 (2 Wo.)DE | — |             |
| 2003 | Kyrie Eleison – Religiöse Lieder                       | AT27 (12 Wo.)AT | — | — |             |
| 2004 | Einfach danke                                          | AT10 (11 Wo.)AT | — | — |             |
| 2004 | Stille Nacht, heilige Nacht                            | AT62 (2 Wo.)AT | — | — |             |
| 2005 | Meine Heimat                                           | AT34 (13 Wo.)AT | — | — |             |
| 2006 | Wege zum Glauben                                       | AT23 (4 Wo.)AT | — | — |             |
| 2007 | Fremde Erde                                            | AT33 (4 Wo.)AT | — | CH97 (1 Wo.)CH |             |
| 2008 | Erinnerungen an meine Jugend                           | AT57 (3 Wo.)AT | DE79 (1 Wo.)DE | — |             |
| 2011 | Wenn es Nacht wird in den Bergen                       | AT75 (1 Wo.)AT | — | — |             |
| 2012 | Wer glaubt, ist nie allein                             | AT47 (1 Wo.)AT | DE81 (1 Wo.)DE | — |             |
| 2014 | Die Stimme der Berge                                   | AT32 (1 Wo.)AT | DE99 (1 Wo.)DE | CH70 (2 Wo.)CH |             |
| 2016 | Ave Maria – die schönsten Marienlieder                 | AT30 (1 Wo.)AT | DE60 (1 Wo.)DE | CH43 (2 Wo.)CH |             |
| 2020 | Die Bergkristall-Messe                                 | — | DE71 (1 Wo.)DE | CH67 (1 Wo.)CH |             |

Weitere Alben
- Danke Freunde (1996)
- Die Prinzessin der Dolomiten (1997)
- Abend über Südtirol (1998)
- Das Herz der Berge (1999)
- Gloria in excelsis Deo – Religiöse Lieder (1999)
- Ich träume von der Heimat – Die großen Erfolge (2009)
- Credo – Religiöse Lieder (2009)
- Der Mann aus den Bergen – Seine schönsten Lieder (2011)
- Das Beste – 20 Jahre (2016)